# Hrvatski zvončić
Hrvatski zvončić (patuljasta zvončika, patuljasti zvončić, lat. Campanula cochleariifolia) je biljka iz porodice zvončika (Campanulaceae).

## Rasprostranjenost
Dolazi u prirodi na Pirinejima, Alpama i Karpatima. U Hrvatskoj raste na Risnjaku, Snježniku, Bitoraju, na Velebitu, Plješevici, Kamešnici i Dinari.

## Izgled
Visok je do 15 cm. Donji listovi su skupljeni u obliku rozete. Cvjetovi su modri. Lapovi su jedva dulji od plodnice. Razmnožava se sjemenom i vriježama. Raste u busenima.

## Ekološki zahtjevi
Odgovaraju mu vapnenačka tla u području planinske vegetacije. Uglavnom je raširen na stijenama i na točilima. Smeta mu onečišćenost atmosfere, zbog čega se brojnost smanjuje.